# Élections aux Tonga
Les élections aux Tonga se déroulent dans le cadre d'une monarchie constitutionnelle. Le monarque, à la tête de l'exécutif, exerce l'essentiel de ses prérogatives en accord avec les conseils du premier ministre. Ce dernier est élu par l'Assemblée législative. Depuis novembre 2010, celle-ci est majoritairement composée de Représentants du Peuple (People's Representatives), élus au suffrage universel direct.
Les seules élections nationales sont donc législatives. Elles ont lieu tous les trois ans, depuis l'adoption de la Constitution en 1875. Jusqu'en 2010, seule une minorité de députés étaient élus par les citoyens. À la suite des élections législatives de 2008, l'Assemblée comprenait ainsi trente-deux membres : neuf élus des citoyens, neuf nobles élus par et parmi les vingt-neuf membres de la noblesse héréditaire ; les gouverneurs de Haʻapai et Vaʻvau siégeant ex officio, et douze ministres nommés par le roi,.
En 2010, des réformes en profondeur furent introduites, à l'initiative du roi George Tupou V et en réponse aux demandes de mouvements pro-démocratiques, qui avaient obtenu le soutien des citoyens lors des précédentes élections. Dorénavant, l'Assemblée serait composée de vingt-six membres : dix-sept roturiers élus au suffrage universel, et toujours neuf nobles élus par leurs pairs. Ces changements furent mis en pratique pour les élections législatives de novembre 2010,.

## Circonscriptions électorales
Les dix-sept représentants du peuple (People's Representatives) sont élus au suffrage universel direct dans dix-sept circonscriptions uninominales : dix à Tongatapu, une à ʻEua, deux à Haʻapai, trois à Vavaʻu et une regroupant Niuatoputapu et Niuafoʻou (les "Niuas").
De manière similaire, les représentants de la noblesse (Nobles' Representatives) sont élus par les nobles dans quatre circonscriptions plurinominales. Trois sont ainsi élus dans la circonscription regroupant Tongatapu et ʻEua, deux à Haʻapai, deux à Vavaʻu, et un dans les Niuas.
À la suite des élections de novembre 2010, les députés sont les suivants :
| Nom | Nom                  | Représentant... | Circonscription | Parti politique | Ministre? |
| --- | -------------------- | --------------- | --------------- | --------------- | --- |
|     | Lord Tuʻivakano      | la Noblesse     | Tongatapu       | aucun           | oui : premier ministre ; ministre des Affaires étrangères, de la Défense, de l'Information et des Communications |
|     | Lord Maʻafu          | la Noblesse     | Tongatapu       | aucun           | oui : ministre des Terres, des Ressources naturelles, de l'Environnement et du Changement climatique             |
|     | Lord Vaea            | la Noblesse     | Tongatapu       | aucun           | oui : ministre de l'Agriculture, de l'Alimentation, des Forêts et des Pêcheries                                  |
|     | Lord Lasike          | la Noblesse     | Tongatapu       | aucun           | non |
|     | Lord Fakafanua       | la Noblesse     | Haʻapai         | aucun           | non |
|     | Lord Tuʻi Haʻateiho  | la Noblesse     | Haʻapai         | aucun           | non |
|     | Lord Tuʻiʻafitu      | la Noblesse     | Vaʻvau          | aucun           | non |
|     | Lord Tuʻilakepa      | la Noblesse     | Vaʻvau          | aucun           | non |
|     | Lord Fusituʻa        | la Noblesse     | Niuas           | aucun           | non |
|     | ʻAkilisi Pohiva      | le Peuple       | Tongatapu 1     | PDIA            | non |
|     | Semisi Sika          | le Peuple       | Tongatapu 2     | PDIA            | non |
|     | Dr. Sitiveni Halapua | le Peuple       | Tongatapu 3     | PDIA            | non |
|     | ʻIsileli Pulu        | le Peuple       | Tongatapu 4     | PDIA            | oui : ministre du Tourisme                                                                                       |
|     | Aisake Eke           | le Peuple       | Tongatapu 5     | aucun           | non |

à compléter

## Dernières élections
Le Parti démocrate des Îles des Amis fut le grand gagnant des élections de novembre 2010, remportant douze de ces dix-sept sièges réservés aux représentants du peuple. Parmi ses élus furent ‘Akilisi Pohiva, ‘Isileli Pulu, Sangster Saulala, Semisi Sika, Semisi Tapueluelu et Sitiveni Halapua. Les cinq autres sièges revinrent à des candidats sans étiquette,,.

## Municipales
Les élections municipales ont lieu tous les trois ans. La population âgée de plus de 21 ans est amenée à élire un conseiller dans 23 circonscriptions de district et 155 de villes au scrutin uninominal majoritaire à un tour pour un mandat de trois ans.